# جيري أوبراين
جيري أوبراين (بالإنجليزية: Gerry O'Brien)‏ (10 نوفمبر 1949 بغلاسكو في المملكة المتحدة - ) هو لاعب كرة قدم بريطاني في مركز جناح ‏. لعب مع سويندون تاون ونادي بريستول روفيرز ونادي ساوثهامبتون ونادي هيبرنيان ونادي كلايدبانك ‏.

## وصلات خارجية
- جيري أوبراين على موقع قاعدة بيانات كرة القدم.إي يو (الإنجليزية)